# Karl Branner
Karl Branner (* 11. September 1910 in Kassel; † 17. Oktober 1997 ebenda) war ein deutscher Politiker der SPD und von 1963 bis 1975 Oberbürgermeister der Stadt Kassel.

## Leben
Karl Branner wurde als Sohn eines Bäckermeisters im Kasseler Stadtteil Unterneustadt geboren. Nach dem Abitur an der Goetheschule studierte er in Göttingen Wirtschaftswissenschaften, Geschichte und Soziologie. Zum 1. Mai 1933 trat er der NSDAP bei (Mitgliedsnummer 1.847.850). Das Studium schloss er im gleichen Jahr mit einem Diplom in Volkswirtschaft ab, 1937 folgte die Promotion zum Dr. rer. pol. unter Klaus Wilhelm Rath. Branner war Mitarbeiter am Arbeitswissenschaftlichen Institut AWI der NS-Organisation DAF. Ab 1939 diente Karl Branner als Soldat im Zweiten Weltkrieg und wurde im West- und Ostfeldzug eingesetzt. Bis 1942 wurden ihm das Infanterie-Sturmabzeichen und das Eiserne Kreuz II. Klasse verliehen. Während des Ostfeldzugs wurde Branner verwundet und verbrachte ein paar Monate im Reservelazarett III Kassel-Lindenberg. Zwischen 1941 und 1942 gab es Bemühungen seitens der Universität Göttingen, ein Habilitations-Stipendium für Branner zu beantragen. Hierzu kam es allerdings nie, da er nach seiner Genesung nicht vom Kriegsdienst freigestellt wurde. Später geriet Branner bis 1949 in Kriegsgefangenschaft im ehemaligen Jugoslawien. 
Noch während dieser Zeit begann er sich in antifaschistischen Arbeitsgruppen zu engagieren und trat der SPD bei. Nach seiner Rückkehr 1949 nach Kassel arbeitete Branner zunächst in der gewerkschaftlichen Bildungsarbeit Arbeit und Leben. Er wurde 1952 Stadtverordneter für die SPD im Kasseler Rathaus. Zwischen 1954 und 1957 war er Dezernent für Wirtschaft und Verkehr, in den Jahren 1957 bis 1963 dann Bürgermeister. 1963 wurde er als Nachfolger Lauritz Lauritzens zum Oberbürgermeister Kassels gewählt. Dieses Amt hatte er bis 1975 inne.

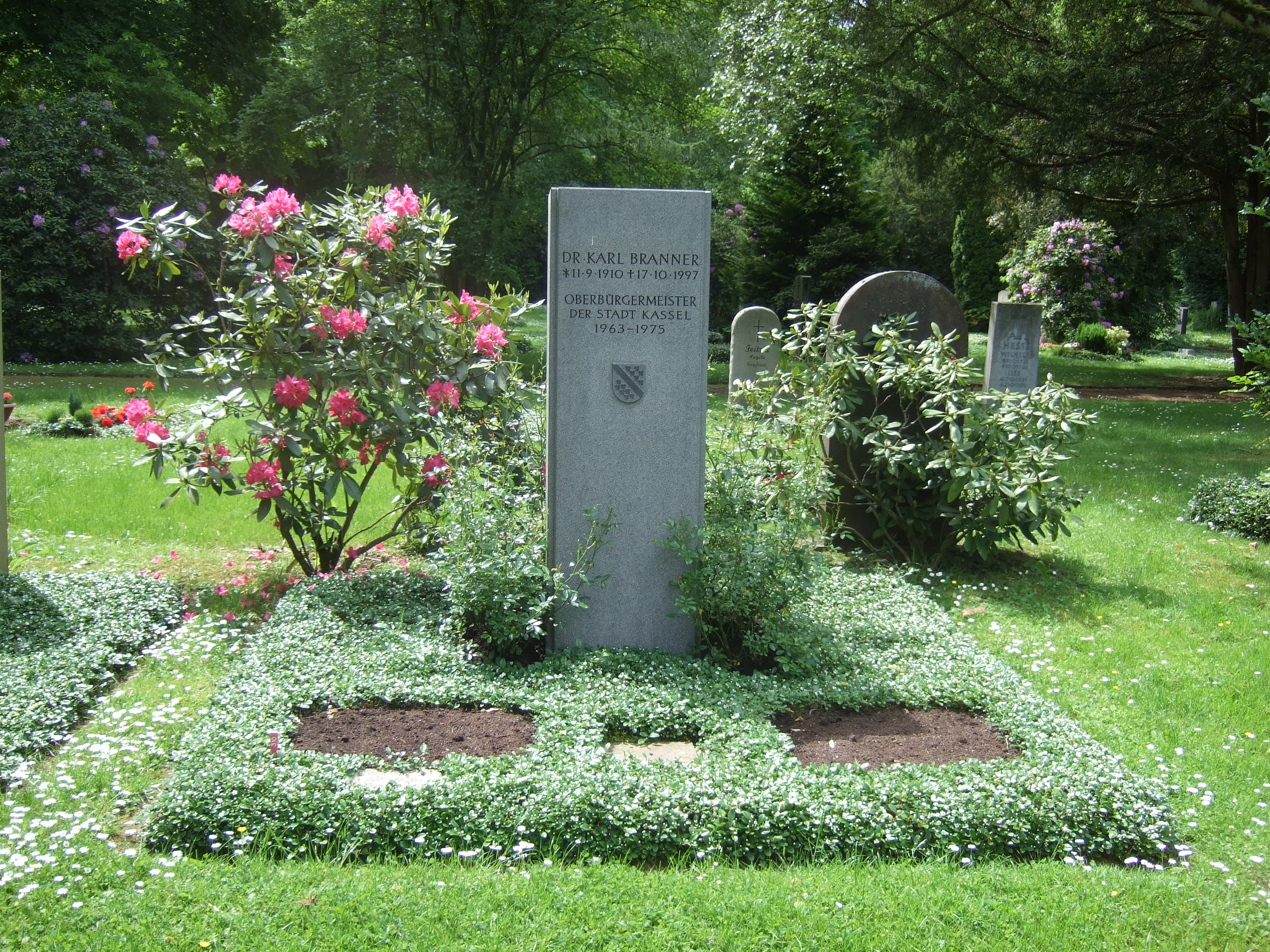
Grab von Karl Branner

Während dieser Zeit war Branner zugleich Mitglied im Fernsehrat und Vorsitzender des Finanzausschusses des ZDF sowie in den Jahren 1967 bis 1975 Verbandsvorstand des Sparkassen- und Giroverbandes. 1975 wurde er dessen Ehrenpräsident. Da Branner der Stadt Kassel sehr verbunden war, lehnte er zweimal Angebote ab, als Minister in die Hessische Landesregierung nach Wiesbaden zu wechseln.
Ein wichtiger Aspekt in Branners Zeit als Kasseler Oberbürgermeister war der Wiederaufbau der vom Krieg schwer gezeichneten Stadt. Besonders setzte er sich für die 1970 erfolgte Gründung der Gesamthochschule Kassel ein. Er selbst sagte dazu sinngemäß:
Dieser langfristig bedeutendste Erfolg war zugleich auch mit am schwierigsten durchzusetzen. Das Streben meiner jungen Jahre, nämlich Hochschullehrer zu werden, ist durch die unvorhersehbaren Ereignisse jener Jahrzehnte ein Traumziel geblieben. Dafür fühle ich mich reichlich entschädigt durch das Bewusstsein, dass ich meiner Vaterstadt dazu verhelfen konnte, Hochschulstadt zu werden, wovon zuvor niemand zu träumen wagte.
So fiel auch der Aufbau der Infrastruktur der Stadt Kassel, insbesondere der Wiederaufbau des Schlosses Wilhelmshöhe mit der Gemäldegalerie in diese Zeit. Weiterhin initiierte er die mit dem Slogan „Kassel - Stadt der Künste und Kongresse“ verbundene Werbung für die Stadt. In den Jahren 1990 und 1994 gab er zwei Bände mit Gedichten und Geschichten in Kasseler Mundart heraus.
Ende 2013 war eine Debatte um NS-Verstrickungen Branners, aber auch seiner Vorgänger Willi Seidel und Lauritz Lauritzen aufgeflammt. Dabei wurde auch über die Namenswahl der Karl-Branner-Brücke kontrovers diskutiert. Die Stadt Kassel hat daraufhin eine Gedenktafel mit Erläuterungen zum Lebenslauf Branners anbringen lassen. Im Mai 2021 wurde schließlich bekannt gegeben, dass die Brücke ab Juni den Namen Walter-Lübcke-Brücke tragen wird, was am 22. Juni 2021 durch einen offiziellen Einweihungsakt vollzogen wurde.

## Ehrungen

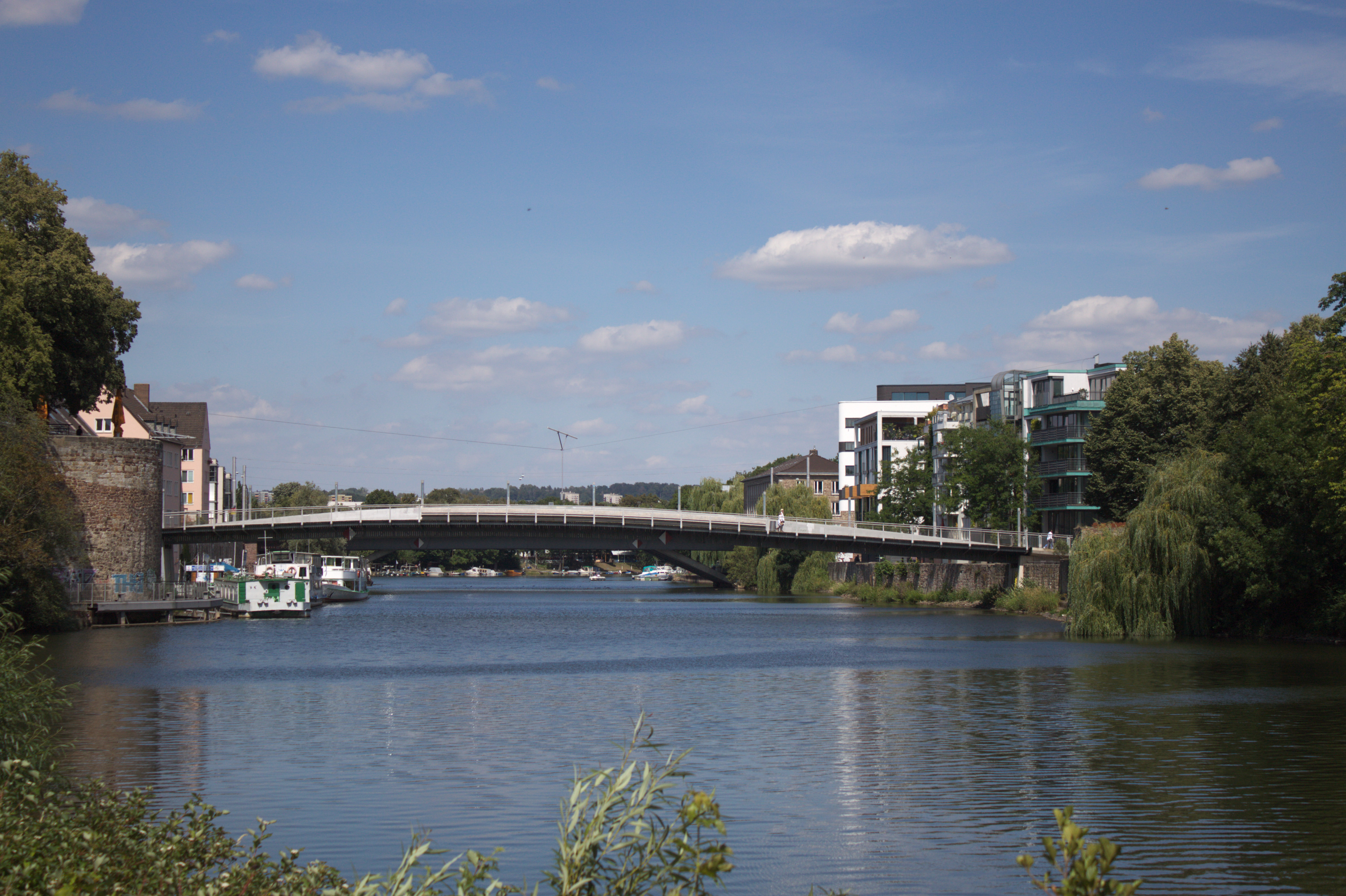
Ehemalige Karl-Branner-Brücke in Kassel, heute Walter-Lübcke-Brücke

Am 21. September 1968 wurde Branner zum Ehrenmitglied der Deutsch-Italienischen Gesellschaft ernannt.
Am 14. März 1971 wurde ihm vom Mitteldeutschen Sängerbund die Louis-Spohr-Plakette verliehen.
Am 11. September 1972 erhielt er die hessische Freiherr vom Stein-Plakette.
Am 2. September 1974 verlieh ihm die Europa-Union Deutschland für seine Verdienste die Europa-Union Medaille.
Branner wurde auf Vorschlag des Hessischen Ministerpräsidenten am 4. September 1970 das Große Verdienstkreuz des Verdienstordens der Bundesrepublik Deutschland verliehen, am 4. September 1974 im Rahmen einer Höherstufung das Große Verdienstkreuz mit Stern, am 8. Februar 1990 das Große Verdienstkreuz mit Stern und Schulterband verliehen.
Am 1. Oktober 1975 wurde Karl Branner zum Ehrenbürger der Stadt Kassel ernannt. Gleichzeitig wurde ihm die hessische Goethe-Plakette verliehen.
Im Jahre 1984 wurde er Ehrensenator der Gesamthochschule Kassel, der heutigen Universität Kassel.
Am 16. Januar 1995 wurde ihm der Hessische Verdienstorden verliehen.
Am 11. September 1995 ernannte ihn die Stadt Kassel zu ihrem Ehrenoberbürgermeister.
Am 1. Februar 1999 wurde die Seitenhalle des Kasseler Rathauses nach ihm in Dr. Karl Branner Seitenhalle umbenannt und ihm zu Ehren dort eine Portraitbüste enthüllt. Seit 2015 hat die Seitenhalle keinen Namen, sondern wird bei Veranstaltungen usw. nur „Seitenhalle“ genannt.